# Kaya Brüel
Cet article possède un paronyme, voir Bruel.
Kaya Brüel (née le 30 août 1972) est une actrice et chanteuse danoise. Elle est surtout connue pour être une des chanteuses principales danoise. Étant aussi actrice et plus particulièrement doubleuse, elle est célèbre pour être la voix du personnage de Rita dans la trilogie Jungle Jack.
Brüel commence tôt une carrière de chanteuse et se dirige vers le style pop. Elle fait aussi ses débuts au cinéma en 1987 dans un film danois. Elle se fait remarquer en doublant le personnage de Rita dans le film d'animation Jungle Jack et va ainsi montrer tout son talent de chanteuse dans les deux premiers films de la trilogie ainsi que dans la série télévisée.
En 2001, elle obtient un rôle dans la série De udvalgte avant de reprendre le doublage du personnage de Rita, en 2003, pour la série télévisée Jungle Jack qui ne dure qu'une seule saison. Kaya tente de percer dans le milieu cinématographique mais doit se contenter de rôles éphémère dans des séries télévisées. Il faut attendre 2009 avant de la voir obtenir un vrai rôle (toujours dans une série) interprétant le personnage récurrent de Trisse Tiesgaard dans la série Manden med de gyldne ører.
En 2010, elle tente de représenter son pays lors du concours Eurovision de la chanson mais échoue lors du premier tour des sélections nationales avec sa chanson Only Tonight.

## Filmographie sélective
- Jungle Jack (1993) : Rita (voix)
- Jungle Jack 2 : La Star de la Jungle (1996) : Rita (voix)
- De udvalgte (série télévisée, 2001) : Miriam Collin
- Jungle Jack (série télévisée, 2003-2004) : Rita (voix)
- The Fairytaler (série télévisée, 2004-2005) : Voix additionnelles
- Les Deux Moustiques (2007) : Dronning Lilleskat (voix)
- Jungle Jack 3 (2007) : Rita (voix)
- Manden med de gyldne ører (série télévisée, 2009) : Trisse Tiesgaard
- Borgen, une femme au pouvoir (série télévisée, 2010) : Nina Dahl
- Lykke (série télévisée, 2011) : Susanne Kampmann